# 하늘의 인연
《하늘의 인연》은 2023년 4월 17일부터 2023년 10월 20일까지 방영된 MBC 일일 드라마이다.

## 기획 의도
임신한 여자를 버리고 욕망을 좇아간 천륜의 원수인 아빠에 대해 딸이 복수하고 성공하는 분투기

## 제작진

### 제작
- 백호민

### 극본
- 여정미 : MBC 특집 드라마 《순수청년 박종철》(집필), MBC 수목 드라마 《삼총사》(집필), MBC 일요 시트콤 《아가씨와 아줌마 사이》(집필), tvN 일일 드라마 《노란 복수초》(집필), tvN 일일 드라마 《울지 않는 새》(집필) 집필

### 연출
- 김진형 : MBC 일일 드라마 《찬란한 내 인생》(공동 조연출), MBC 일일 드라마 《비밀의 집》(공동 연출) 연출

## 등장 인물
- (†) 표시는 드라마 상에서 최종적으로 사망한 인물이다.

### 주요 인물
- 김유석 : 강치환 역 - 해인의 생부, 세나의 아버지. 새봄 친 외할아버지

본작의 남주인공이자 메인 빌런 및 페이크 최종 보스.
돈과 권력이 법보다 강하다고 믿는다. 법 위에 서고 싶다. 더 이상 돈과 권력에 휘둘리거나 무너지지 않으려면 그것들을 양손에 움켜쥔 강한 자가 되어야 했다.
만족할 줄 모르고 멈출 줄 모른다. 급하고 저돌적이며 비열하고 탐욕적이다. 착하게 사는 것만큼 어리석은 것은 없다고 생각한다. 약육강식의 사회구조를 온몸으로 체득해 철저히 이용한다. 돈과 권력은 믿으나 사람은 믿지 않기에 외롭고 불안하지만 겉으론 절대 내색 않는다. 약한 것은 지는 거니까. 어느 누구에게도 속마음을 털어놓지 못하고 늘 벼랑 위에 서 있는 심정으로 하루하루 를 넘긴다. 강해야만 벼랑 아래로 던져지지 않는 사자 새끼처럼. 태생부터 냉혈한은 아니었다. 오히려 치환은 시장 통에서 유명한 효자였고 지역 내에선 모두가 인정하는 명석한 두뇌의 모범생이었다. 좌판을 하며 가난해도 콩 한쪽도 나눠 먹어야 한다는 어머니는 치환에게 사막의 별처럼 어둠을 밝혀주고 길을 안내하는 빛이었다. 재능도 능력도 사람을 위해 쓸 때 가치가 있다고 말해왔기에 어머니를 닮은 순영에게 매료되었고, 가난했지만 소박한 행복을 누릴 거라 믿었다. 그러나 재래시장을 개발하려는 전상철 회장의 건설회사에서 화재를 냈고, 그 바람에 2평짜리 가게에서 숙식을 해결했던 치환의 어머니가 목숨을 잃었다.
냉정한 세상을, 어리석었던 자신의 삶을 다시 생각하게 됐다.
개처럼 벌어서 정승처럼 살라고 했던가. 전쟁터 같은 세상 속으로 들어가 기필코 승리의 깃발을 꽂으리라 맹세 했다. 더 이상 돈이 자신의 운명을 망가뜨리지 못하게 하리라. 자신이 얼마나 귀한 존재인지를 돈으로, 권력으로 증명해 보이리라.
(1~120)수감자
- 전혜연 : 이해인 → 윤솔 역 (아역 : 김시하) - 죽은 이순영과 강치환의 친딸, 죽은 이창과 정임의 양딸. 진우의아내 샤인 코스메틱 부사장 새봄어머니.

본작의 여주인공.
치환이 생부지만 양부 이창을 아버지처럼 믿고 의지하며 성장했다. 친화력도 좋고. 분위기 메이커에 눈치도 빠르고 털털한 성격이라 인기다. 도전적이고 당차고 결정적 순간에 승부사처럼 강하고 당돌한 면도 있다.
‘선택과 의지’가 삶의 모토. 생후 며칠 만에 생모를 잃고 보육원에 맡겨져 8살까지 자랐다. 운 좋게도 입양이 되지만, 양부모의 무지와 이기심으로 시장판 먼지 바람 속에서 장사를 해야 했던 해인. 그들의 손아귀에서 구출한 정임이 치환의 집으로 데리고 갔다가 두 사람은 위기에 처하고, 우연히 만난 이창의 도움으로 구사일생 살아난다. 그 인연으로 정임과 이창이 결혼하고 세 사람은 가족을 이루게 된다. 정임과 이창은 해인이 어두운 기억을 모두 잊을 만큼 따뜻한 사랑으로 키워주었다. 예술적 감각이 뛰어나고 자애로운 양아버지 이창과 해인의 일이라면 눈에 불을 켜는 엄마 정임의 지극한 보살핌 속에서 메이크업 아티스트를 꿈꾸며 밝게 자란 해인. 해인이 23살이 되던 해. 이창을 찾아온 진우와 재회하고 자신의 꿈을 향해 순조로운 출발을 한다.
지난날의 불행은 자신을 단련시켰던 고마운 배움이라고 여기며 “난 오늘 최선을 다해 살아볼 테다. 때문에 나는 내일 더 행복하다.” 매일 아침 주문처럼 외우며 열심히 살아가던 중, 이창과 정임의 갑작스러운 사고로 해인의 삶은 송두리째 파괴되는데.
- 정우연 : 강세나 / 윤세나 역 (아역 : 김태연) - 미강의 딸, 이창의 친딸. 치환의 의붓딸.

본작의 서브 여주인공이자 前 메인 악녀, 그리고 갱생한 캐릭터.
이창이 친부지만 치환의 딸로 태어나고 성장해 더없이 사랑받는다. 샤인 코스메틱 전속 모델. 상류층 집안 배경과 빼어난 외모로 어딜 가나 눈에 띄고 화제의 중심이 된다. 화려하고 도발적이며 카리스마가 넘치는 듯 보이지만, 치환에게 있는 ‘승부 근성’이 세나에겐 없어 결정적 순간마다 치환을 실망시킨다. 미강은 풍족하게 자란 사람들의 특징이라며 두둔하지만 아빠를 실망시키는 자신이 스트레스이고 불만이다. 그래서 매일같이 세뇌시키며 채찍질한다. 아빠의 완전하고 안전한 후계자가 되는 것이 목표. 성공과 권력이 중요한 아빠 치환과 사랑 없는 결혼으로 냉랭하고 건조한 엄마 미강. 그 틈에서 세나가 웃을 수 있는 순간은 좋아하는 오빠 진우와 함께 하는 시간이었다. 진우네와 양 집안이 친해 어려서부터 동반으로 모임과 여행을 자주 했고, 세나와 진우는 남매처럼 자랐다. 첫사랑도 진우였고, 발렌타인 데이, 화이트 데이, 크리스마스 이브, 그 모든 기념일 마다 진우를 챙겼다. 양가 어른들한테도, 세나한테도 진우 옆자리는 당연히 세나였다.
그런데 해인을 대하는 진우를 보니 알겠다. 나는 그저 동생이었다는 걸. 그리하여 세나는 해인의 성실함과 실력을 인정하면서도 전심전력을 다해 해인을 벼랑 끝까지 몰고 가기를 택하는데...
- 서한결 : 하진우 역 (아역 : 이주원) - 선주패션의 사주인 하윤모의 아들, 경영학을 전공하고 있지만 연극 연출을 도전하는 등 자유롭고, 자신만만하고, 확신에 차 있는 패기 넘치는 청년 윤솔의남편. 새봄아버지'

본작의 서브 남주인공.
경영학을 전공하고 있지만 연극 연출을 도전하는 등
자유롭고, 자신만만하고, 확신에 차 있는 패기 넘치는 청년. 수재 소리를 들을 만큼 학습 능력도 뛰어나고 매사 월등했다. 예술적인 감각도 훌륭해 음악 미술 운동 등 못하는 게 없고 자신의 재능을 언제 어디서나 자유자재로 구사하는 여유와 멋을 지녔다. 선주패션 회장인 아빠에게는 높은 아이큐와 뛰어난 사업적 수완을, 배우였던 엄마에게는 예술 감각과 자유로운 영혼을 물려받았다. 그 어떤 부부보다 사랑이 많고 다정했던 부모였기에 진우는 안정적인 내면과 풍부한 감수성을 키울 수 있었다. 그러나 어린 시절, 물에 빠진 진우를 구한 엄마가 급류에 휩쓸리면서 눈앞에서 사망하자 깊은 죄의식을 느꼈고, 아빠에게 고개를 들 수가 없어 말과 웃음을 잃고 마음까지 닫았다. 아빠는 진우마저 잘못될까 싶어 아낌없이 사랑을 주었다. 엄마의 빈자리를 없애기 위해 미강의 소개를 받아 재혼도 했다.
그러나 진우의 상태는 여전했는데, 보육원에서 지내던 해인을 만나 추억을 만들며 말문을 열고 웃음까지 되찾은 진우지만 해인은 깊은 인상과 아쉬움만 남긴 채 사라진다. 그러던 진우는 성인이 된 해인과 운명적인 재회를 하게 되는데.
- 진주형 : 문도현 역 (아역 : 홍동영) (†) (1회 ~ 120회) - 전상철 가의 입주 가사 도우미인 오화순의 아들.

본작의 진 최종 보스.
유복자다, 관찰력이 뛰어나고 예리하다. 생각이 많은 만큼 말수가 적지만 조용함 뒤에는 자신만의 원대한 포부와 성이 있다. 자신이 정한 목표를 기어이 이루고야 마는 매서운 투지가 있다. 신분의 하늘과 땅 차이를 온몸으로 체감하며 살았다. 저택 한쪽에 개집처럼 딸린 곳에 살면서 부르면 달려가야 하는 가사도우미를 하는 엄마, 운전기사를 하는 외삼촌. 싫었다. 세나를 좋아했지만 내가 진우처럼 신분상승 할 수 있는 방법은 없었다. 그래서 죽기 살기로 공부했다. 사법고시에 패스, 검사가 되었다. 도현은 몰랐다. 치환이 대학학비 일체와 고시공부를 위한 지원을 해줬다는 사실을.
그것은 치환이 정임을 10년간 옭아맸던 것처럼 엄마와 외삼촌에게, 그리고 자신에게도 커다란 족쇄를 채우게 될 거라는 것을
- 고은미 : 전미강 역 - 치환의 아내이자 세나의 어머니, 고고하고 매혹적인 외모에 자존심 강하고 자기애가 강한 성격. 이창의 옛 연인.

고고하고 매혹적인 외모에 자존심 강하고 자기애가 강한 성격. 대부호인 아버지 덕에 풍족하게 자라 세상의 어두움이나 어려움은 하나도 모른다. 매사 자신의 뜻이 우선이어야 하고 사랑받아야 하고 스포트라이트를 받아야 한다고 생각하는 소위 까다롭고 까칠한 공주 스타일. 자신을 거역하거나 배신하는 사람에게 자비는 없다. 무릎 꿇는 것으론 택도 없다. 짓밟고 숨통을 끊어야 직성이 풀린다. 누가 우위고 승자인지 각인 시켜야만 하는 성질. 친구들과 연극을 보러 갔다가 허구의 이야기를 보며 처음으로 눈물이란 걸 흘렸다. <작/연출 윤이창> 도대체 어떤 인간인 거야? 연극이 끝나고 극구 무대 뒤로가 이창을 만났고, 극구 붙잡고 소주를 마셨고, 나도 배우를 해야겠다며 쫓아다녔다.
물질적인 욕구가 충족됐을 때 말고는 충만함을 느껴본 적이 없던 미강은 이창의 연극을 향한 열정과 예술성에 매료됐고, 그와 나누는 대화를 통해 사람과 세상을 다시 배우기 시작했다. 이창으로 인해 개안한 것처럼. 가진 건 없지만 인정받는 연출가였기에 아빠 전상철을 설득할 자신 있었다. 그런데 이창이 미강을 철저히 배신했다. 결혼을 승낙받기 위해 이창을 소개한 날, 마약투약 혐의로 체포된 것. 증거가 명백했다.
참담한 배신감과 격정적 그리움이 반복되며 피폐해져 간 미강은 치환과의 결혼으로 현실 도피를 했다. 그럼에도 치환에게 곁을 줄 수 없던 미강은 신혼여행 첫날밤 이창의 아이를 임신 했다는 것을 알고 치환과 밤을 보냈다. 태어날 아이는 티끌 만한 흠도 없이 세상을 누리며 자라야 하니까.
- 조은숙 : 나정임 역 - 죽은 이창의 아내, 샤인 코스메틱 대표. 해인의 양어머니.의붓새봄할머니

영특하고 따뜻한 심성을 지녔지만, 아버지의 수술비와 병원비 때문에 숨 쉬는 하루하루가 그저 빚 갚는 날이 되어버린 가여운 청춘. 미래를 꿈꾸며 평범한 삶을 살고 싶지만 가혹한 현실이 정임을 무정하고 빈틈없이 살아가게 만들었다. 어린 시절 공사판에서 일을 하느라 보름에 한 번씩 집에 들어오는 아버지와 포악한 계모 밑에서 자라면서도 자존감을 잃지 않았던 건 한 동네서 자란 순영의 따스한 보살핌 덕분이었다. 그런 순영의 사랑이었던 치환이 아버지의 수술비를 도와줘 은인처럼 여겼다. 그러나 그것은 덫이 되었다. 그 빚을 갚기 위해 치환의 비서가 됐고 성공을 위해 불물 가리지 않는 치환의 악행을 묵인한 채 보좌해야 했다. 치환이 순영을 매정하게 끊어내고 전상철 회장의 딸 미강과 결혼까지 추진시키는 걸 보면서도 입 다물고 그저 비서로 할 일을 다 했다. 그런데 치환이 사람을 시켜 순영을 제거하려는 걸 알게 되고, 구하러 가면서
운명의 소용돌이에 휘말리고 마는데...... 순영이 해인에게 그러했듯, 산불이 나도 새끼를 품느라 도망가지 않는 꿩처럼 해인에게 지극한 모성을 보여주는 인물. 108회 강치환과 싸우다 머리를 바닥에 박으며 쓰러졌으며 그 후 깨어나 기억이 다 돌아왔다.
- 이훈 : 윤이창 역 (†) (1회 ~ 57회) - 연극 연출가, 미강의 옛사랑이자 정임의 현 남편. 해인의 양아버지. 세나의 생부.

예술가 특유의 자존심과 뚝심이 있다. 비밀이 많아 신비롭고, 많은 아픔을 견뎌냈기에 강직하다. 연극에 미쳐 순수한 열정을 바치다 보니 세계적으로 유명한 프랑스 아비뇽 페스티벌, 영국 에든버러 연극제에 초청 받는 스타연출가가 되었다. 배우를 하겠다고 찾아온 미강을 혹독하게 혼내 돌려보낸 인연으로 사랑이 시작되었다. 그러나 강치환의 계략으로 마약사범이란 누명을 쓴 채 교도소에 가고 출소 후 택시기사로 세상을 떠돌던 중, 운명적으로 정임과 해인을 돕게 되면서 인연을 맺는다. 치환에 의해 사망하였다.
- 변우민 : 하윤모 역 - 선주패션 회장이자 진우의 아버지. 치환과 대학교 동창. 영은의 남편 윤솔시아버지 , 새봄 의 할아버지.

치환과 대학교 동창. 치환이‘개천에서 난 용’이라면 윤모는 태생부터 로열 패밀리였다. 재산, 학벌, 인맥 등 모든 것이 풍족하다 보니 늘 여유롭고 자존감도 높다. 가정에서는 사랑과 정이 넘치는 남편이고 아버지였다. 아내와 열렬한 사랑 끝에 결혼에 골인했고, 눈에 넣어도 아프지 않을 아들 진우를 낳아 그 어떤 가정보다 행복하게 지냈다. 그러나 급류에 휩쓸려 떠내려가는 진우를 구한 아내를 잃고 윤모는 모든 것을 내려놓고 싶을 만큼 힘들었다. 진우가 힘들어해 빨리 안정감을 주고 싶어 재혼을 서둘렀는데 말을 잃고 마음을 닫아버렸다. 그 때 진우의 마음을 열게 해준 아이가 해인이다. 그 아이와 진우가 성인이 되어 재회했고 사랑한다고 했다. 윤모 또한 해인을 아꼈다. 하지만 해인이 끔찍한 사고에 휘말리게 되자 윤모는 진우를 지키고자 결심하는데.
- 조미령 : 채영은 역 - 하윤모의 재혼한 아내, 미강의 친구. 진우의 새어머니윤솔시어머니 새봄 의 할머니

전직 아나운서로 미강이 소개해 선주그룹의 후계자인 하윤모와 재혼했다. 명문대를 나온 재원. 어린이 프로를 했던 이미지가 있어 진우와 잘 지낼 거라고 생각했겠지만 사실 영은은 보이는 것이 중요하고 드러내고 싶어 하는 교양 있는 속물과다. 학창 시절 미강과 친구로 지내면서, 태생부터 다 갖춘 공주 미강의 시중을 저도 모르게 들었다는 걸 뒤늦게 알았다. 미강이 갑, 자신이 을이었다는 걸. 선주패션 회장인 하윤모와 결혼 이후 관계가 역전되면서 미강에게 은근한 갑질을 하며 짜릿해한다. 속이 훤히 들여다보여 귀여운 면모가 있다.

### 전상철가
- 정한용 : 전상철 역 (†) (1회 ~ 113회) - 무정건설 회장, 미강의 아버지이자 세나의 조부. 치환의 장인.

미강의 아버지이자 세나의 조부. 부동산으로 대부호가 되면서 건설회사까지 설립했다. 철두철미하고 확실한 걸 좋아한다. 냉혹하고 빈틈없는 인물. 천상천하 유아독존. 자신의 말이 곧 법이다. 그런 전 회장을 움직일 수 있는 사람은 하나밖에 없는 딸 미강뿐. 자신의 명령이라면 죽는 시늉까지 하는 치환을 데릴사위로 앉혀놓고 머슴처럼 부릴 계획이었다. 그러나 치환의 치밀한 이중적인 모습에 속았던 거다. 내 손 안에 있다고 여겼던 치환의 욕망이 위험할 정도로 불같다는 걸 알아챘을 땐 이미 늦은 상황. 치환에 의해 위험에 처한다. 치환에게 총을 맞았다. 윤솔과 하진우의 보호 아래 병원에 있다. 113회에서 갑자기 돌연사했다.

### 도현의 가족
- 김난희 : 오화순 역 - 죽은 도현의 어머니, 전상철 가의 입주 가사도우미. 목찬의 누나.

봐도 못 본 척 들려도 안 들리는 척, 자신의 행동이나 태도에 대한 분별이 있다. 입도 무겁고 의리도 있고 가사 일은 전문가 수준이다. 미혼모인 화순이 도현이를 키우면서 일하는 걸 받아준 전상철가에 무한한 고마움을 느낀다. 게다가 못난 누나 때문에 폭력 전과가 생겨 취직이 힘든 동생 목찬을 운전기사로 받아줬으니 더 없이 감사하다. 그래서 툭하면 그랬다. 충성을 다하라고. 우리는 이 댁에 뼈를 갈아 일해도 부족하다고.
- 이태오 : 오목찬 역 - 치환의 운전기사이자 행동대장, 도현의 외삼촌. 화순의 동생.

오화순의 동생, 도현의 외삼촌. 부모를 일찍 여의고 누나와 둘이 억척같이 살면서 학교를 제대로 나오지 못했다. 해맑다 싶게 단순하고, 천성이 순하다. 가방끈이 짧아 무식하다는 콤플렉스가 있어 권위적이고 똑똑한 사람의 말에 절대 복종하는 경향이 있다. 누나와 도현이가 세상을 사는 이유고 전부다. 치환의 감언이설에 속아 결코 해서는 안 될 짓을 하고 만다.

### 그 외 인물
- 심이영 : 이순영 (†) 역 (1회 ~ 2회 특별출연) - 치환의 옛사랑이자 해인의 친모.

진심어린 위로와 사랑을 나누는 따뜻한 심성을 지녔다. 펜던트를 나눠 가지는 것이 전부였던 가난한 연인이었지만 치환과 순수한 사랑을 했다. 그러나 치환은 어머니의 사망 후 돈과 성공에 집착을 보이며 일방적인 이별 통보를 하더니 더할 수 없이 차가워졌다. 뱃속에 아이가 자라고 있었지만 치환에게 더는 사랑이나 희망을 기대 수 없었다. 혼자서 아이를 낳아 잘 키워보겠노라 결심하고 깊은 섬까지 들어가 살며 출산을 앞둔 어느 날, 치환의 끈질긴 해코지로 핏덩이 해인을 살리기 위해 바다에 몸을 던진다. 그 날은 치환의 결혼식 날이었다.
- 박혜진 : 나숙자 역 - 정임의 고모

세상에 나보다 박복한 팔자가 없다고 생각했다. 그런데 정임이만 보면 나보다 더한 팔자가 있구나 싶어 기가 차다 못해 아리다. 어려서는 계모한테 매일같이 맞고 살더니, 다 자라선 아버지 수술비에 병원비 대느라 고생, 번듯한 신랑 만나 잘 살았음 했는데 보육원에서 데려왔다는 아이를 지 새끼마냥 정성을 다해 키운 정임. 힘들어도 굳세게 삶을 살아가는 정임 곁을 따뜻하게 지켜주는 인물.
- 안동엽 : 주윤발 (데이비드 주) → 주호영 역 (아역 : 홍재민) - 세계 일류 코스메틱 그룹인 ‘윈더 뷰티’ 사주인 재미교포에게 입양되었다가, 귀국 후 샤인 인터내셔널의 대표이사로 변신해 윤솔과 재회한다. 이후 신분을 감춘 채 윤솔을 적극적으로 도와주는 조력자가 된다.

- 박동빈 : 황태용 역 - 치환의 심복

강치환의 명령이라면 뭐든지 해내고야 말겠다는 근성을 지니고 있으나 치환의 치부를 약점 삼아 언젠가 자신이 더 위로 올라가겠다는 야망을 지닌 인물.
- 이창 : 윤솔 측 변호인 역

- 김광인 : 재판관 역

- 박신운 : 은 팀장 역 - 샤인코스메틱 SENA TF팀 팀장.

- 이화린 : 조 과장 역 - 샤인코스메틱 SENA TF팀 온라인 담당.

- 정회동 : 이 과장 역 - 샤인코스메틱 SENA TF팀 오프라인 담당.

- 태웅 : 방림 역 - 샤인코스메틱 수석 메이크업 아티스트.

- 이다울 : 민유정 코디 역 - 샤인코스메틱 수석 코디네이터.

- 김민주 : 천미소 역 - 숙자네 치킨집 아르바이트생.

- 서하준 : 이태성 역 - 강치환 사건 담당형사, 세나의 애인 (111~120화 출연)

- 미상 : 의사 역

- 미상 : 이순영과 함께 살았던 집 주인 역

- 미상 : 하새봄 - 윤솔(이해인),하진우 친딸

### 특별출연
- 이상숙 : 원장 수녀 역

- 박철민 : 철수 역 - 영희 슈퍼 운영

- 윤복인 : 영희 역 - 영희슈퍼 운영

- 홍윤화 : 신부 역

- 김민기 : 신랑 역

- 김남이

- 백재진

- 강석정 : 배덕호 역

- 박현숙 : 강수란 역

- 정성모 : 치환의 구치소 방장 역

- 조훈

## 시청률
최저 시청률과 최고 시청률은 시청률 조사회사와 지역별로 시청률에 차이가 있을 수 있습니다.
| 2023년  | 2023년    | 2023년         |
| 회차    | 방송일    | 닐슨 시청률    |
| 회차    | 방송일    | 대한민국(전국) |
| ------- | --------- | -------------- |
| 제1회   | 4월 17일  | 3.7%           |
| 제2회   | 4월 18일  | 4.0%           |
| 제3회   | 4월 19일  | 4.3%           |
| 제4회   | 4월 20일  | 4.6%           |
| 제5회   | 4월 21일  | 3.7%           |
| 제6회   | 4월 24일  | 4.7%           |
| 제7회   | 4월 25일  | 5.5%           |
| 제8회   | 4월 26일  | 4.9%           |
| 제9회   | 4월 27일  | 5.3%           |
| 제10회  | 4월 28일  | 4.8%           |
| 제11회  | 5월 1일   | 4.7%           |
| 제12회  | 5월 2일   | 4.7%           |
| 제13회  | 5월 3일   | 4.8%           |
| 제14회  | 5월 4일   | 5.3%           |
| 제15회  | 5월 5일   | 5.1%           |
| 제16회  | 5월 8일   | 4.5%           |
| 제17회  | 5월 9일   | 4.4%           |
| 제18회  | 5월 10일  | 4.4%           |
| 제19회  | 5월 11일  | 4.8%           |
| 제20회  | 5월 12일  | 4.7%           |
| 제21회  | 5월 15일  | 4.8%           |
| 제22회  | 5월 16일  | 4.4%           |
| 제23회  | 5월 17일  | 4.3%           |
| 제24회  | 5월 18일  | 5.4%           |
| 제25회  | 5월 19일  | 4.5%           |
| 제26회  | 5월 22일  | 4.7%           |
| 제27회  | 5월 23일  | 4.6%           |
| 제28회  | 5월 24일  | 4.6%           |
| 제29회  | 5월 26일  | 4.4%           |
| 제30회  | 5월 29일  | 4.6%           |
| 제31회  | 5월 30일  | 4.4%           |
| 제32회  | 5월 31일  | 3.9%           |
| 제33회  | 6월 1일   | 4.2%           |
| 제34회  | 6월 2일   | 4.2%           |
| 제35회  | 6월 5일   | 3.9%           |
| 제36회  | 6월 6일   | 4.0%           |
| 제37회  | 6월 7일   | 4.2%           |
| 제38회  | 6월 8일   | 4.9%           |
| 제39회  | 6월 9일   | 4.1%           |
| 제40회  | 6월 12일  | 4.2%           |
| 제41회  | 6월 13일  | 4.1%           |
| 제42회  | 6월 14일  | 4.4%           |
| 제43회  | 6월 15일  | 4.4%           |
| 제44회  | 6월 16일  | 4.4%           |
| 제45회  | 6월 19일  | 4.2%           |
| 제46회  | 6월 20일  | 4.8%           |
| 제47회  | 6월 21일  | 4.8%           |
| 제48회  | 6월 22일  | 4.8%           |
| 제49회  | 6월 23일  | 4.0%           |
| 제50회  | 6월 26일  | 4.5%           |
| 제51회  | 6월 27일  | 4.3%           |
| 제52회  | 6월 28일  | 4.9%           |
| 제53회  | 6월 29일  | 5.1%           |
| 제54회  | 6월 30일  | 4.5%           |
| 제55회  | 7월 3일   | 4.9%           |
| 제56회  | 7월 4일   | 4.7%           |
| 제57회  | 7월 5일   | 4.2%           |
| 제58회  | 7월 6일   | 5.0%           |
| 제59회  | 7월 7일   | 4.6%           |
| 제60회  | 7월 10일  | 4.2%           |
| 제61회  | 7월 11일  | 4.6%           |
| 제62회  | 7월 12일  | 4.4%           |
| 제63회  | 7월 13일  | 5.5%           |
| 제64회  | 7월 14일  | 4.9%           |
| 제65회  | 7월 17일  | 4.9%           |
| 제66회  | 7월 18일  | 4.7%           |
| 제67회  | 7월 19일  | 4.9%           |
| 제68회  | 7월 20일  | 4.6%           |
| 제69회  | 7월 21일  | 4.2%           |
| 제70회  | 7월 24일  | 4.7%           |
| 제71회  | 7월 25일  | 4.6%           |
| 제72회  | 7월 26일  | 5.8%           |
| 제73회  | 7월 27일  | 5.4%           |
| 제74회  | 7월 28일  | 5.1%           |
| 제75회  | 7월 31일  | 5.5%           |
| 제76회  | 8월 1일   | 5.3%           |
| 제77회  | 8월 2일   | 4.8%           |
| 제78회  | 8월 4일   | 5.1%           |
| 제79회  | 8월 7일   | 5.1%           |
| 제80회  | 8월 8일   | 5.2%           |
| 제81회  | 8월 9일   | 4.4%           |
| 제82회  | 8월 11일  | 5.0%           |
| 제83회  | 8월 14일  | 4.8%           |
| 제84회  | 8월 15일  | 5.2%           |
| 제85회  | 8월 16일  | 5.1%           |
| 제86회  | 8월 17일  | 5.5%           |
| 제87회  | 8월 18일  | 5.8%           |
| 제88회  | 8월 21일  | 5.4%           |
| 제89회  | 8월 22일  | 5.4%           |
| 제90회  | 8월 23일  | 5.6%           |
| 제91회  | 8월 24일  | 6.0%           |
| 제92회  | 8월 25일  | 4.8%           |
| 제93회  | 8월 28일  | 5.7%           |
| 제94회  | 8월 29일  | 6.0%           |
| 제95회  | 8월 30일  | 5.8%           |
| 제96회  | 8월 31일  | 5.8%           |
| 제97회  | 9월 1일   | 5.4%           |
| 제98회  | 9월 4일   | 5.5%           |
| 제99회  | 9월 5일   | 5.5%           |
| 제100회 | 9월 6일   | 5.0%           |
| 제101회 | 9월 7일   | 5.0%           |
| 제102회 | 9월 8일   | 5.2%           |
| 제103회 | 9월 11일  | 6.0%           |
| 제104회 | 9월 12일  | 5.4%           |
| 제105회 | 9월 13일  | 6.1%           |
| 제106회 | 9월 14일  | 6.3%           |
| 제107회 | 9월 15일  | 5.3%           |
| 제108회 | 9월 18일  | 5.8%           |
| 제109회 | 9월 20일  | 5.8%           |
| 제110회 | 9월 22일  | 6.3%           |
| 제111회 | 10월 9일  | 5.1%           |
| 제112회 | 10월 10일 | 5.1%           |
| 제113회 | 10월 11일 | 4.7%           |
| 제114회 | 10월 12일 | 5.7%           |
| 제115회 | 10월 13일 | 5.7%           |
| 제116회 | 10월 16일 | 5.7%           |
| 제117회 | 10월 17일 | 5.5%           |
| 제118회 | 10월 18일 | 5.5%           |
| 제119회 | 10월 19일 | 5.9%           |
| 제120회 | 10월 20일 | 5.4%           |

## 결방 사유 및 편성 변경
- 2023년 5월 25일 : 《MBC 뉴스특보》, 《생방송 연금복권 720+》, 《특집 MBC 뉴스데스크》 편성으로 인한 결방.
- 2023년 8월 3일 : 《FIFA 여자 월드컵 2023 H조 3차전 대한민국 VS 독일》 중계방송 편성으로 인한 결방.
- 2023년 8월 9일 : 《특집 MBC 뉴스데스크》 편성으로 인하여, 기존 시간에서 10분 앞당겨진 저녁 6시 55분으로 편성 변경. (81회)
- 2023년 8월 10일 : 《특집 MBC 뉴스데스크》 대체편성으로 인한 결방.
- 2023년 9월 19일 : 《MBC 뉴스데스크》 편성으로 인한 결방.
- 2023년 9월 21일 : 《MBC 뉴스데스크》 편성으로 인한 결방.
- 2023년 9월 22일 : 《2022 항저우 아시안게임 - 여자축구 E조 1차전 <대한민국 VS 미얀마>》 저녁 8시 중계방송 편성으로 인하여 기존 시간에서 20분 늦은 저녁 7시 25분으로 편성 변경. (110회)
- 2023년 9월 25일 ~ 2023년 10월 6일 : 《2022 항저우 아시안게임》 중계방송 편성으로 인한 결방.
  - 결방 개수: 15개

## OST
- Part.1 프린 - 너만 볼래 (2023년 4월 21일 발매)
- Part.2 숙희 - 수많은 별들 중에 (2023년 5월 10일 발매)
- Part.3 원케이 - 아끼고 아픈말 (2023년 6월 13일 발매)
- Part.4 선하 - Stay Love (2023년 7월 18일 발매)
- Part.5 원츄(Ichu) - 봄을 닮은 너 (2023년 8월 28일 발매)
- Part.6 노부케(Nobuke) - 한 없이 빛나는 순간 (2023년 9월 21일 발매)
- Part.7 가나 - New Days (2023년 9월 26일 발매)
- Part.8 고예정 - Step by Step (2023년 10월 12일 발매)
- 하늘의 인연 OST - Original Sound Track (2023년 10월 19일 발매)

## 수상 목록
- 2023년 MBC 연기대상 일일극 부문 여자 우수상 (전혜연)
- 2023년 MBC 연기대상 일일극 부문 남자 최우수상 (김유석)

## 참고 사항
- 김난희, 박혜진, 강석정은 2020년에 방송된 MBC 일일드라마 《모두 다 쿵따리》 이후로 3년만에 재회하는 작품이다.

- 김유석, 조미령, 정한용은 2020년에 방송된 KBS1 일일드라마 《누가 뭐래도》 이후로 3년만에 재회하는 작품이다.

- 정우연, 변우민은 2020년에 방송된 MBC 일일드라마 《밥이 되어라》 이후 3년만에 재회하는 작품이다.

- 김유석, 여정미 작가는 2015년에 방송된 tvN 아침드라마 《울지 않는 새》 이후로 8년만에 재회하는 작품이다.

- 정한용, 김난희는 MBC 일일드라마 《비밀의 집》 이후로 6개월만에 재회하는 작품이다.

- 로빈 데이아나와 진주형은 KBS1 저녁 일일연속극 《내일도 맑음》 이후 다시 한번 더 재회하게 되는 작품의 계기가 되었다.

- 진주형은 KBS1 저녁 일일연속극 《내일도 맑음》이후 5년만에 출연하게 된 작품의 계기가 되었다.

- 2019년 같은 채널 주말 특별기획 《황금정원》 이후 KBS에서만 활동한 조미령이 해당 작품을 통해 MBC 복귀를 했는데[4] 조미령이 MBC 공채 24기 탤런트로 데뷔할 당시 있었던 연출자들은 대부분 일선을 떠난 상태였고 이로 인해 최명길 (13기) 박지영 (19기) 등 MBC 공채 출신 배우들이 타방송사에서 활동 중이지만 한인수 (5기) 변소정 (19기) 곽진영 (20기) 등 대부분 MBC 공채 출신 탤런트들은 아예 연기활동이 끊기기도 했다.